# 石川県道60号金沢田鶴浜線
石川県道60号金沢田鶴浜線（いしかわけんどう60ごう かなざわたつるはません）は、石川県金沢市と七尾市を結ぶ主要地方道（石川県道）である。
金沢市粟崎から終点まではのと里山海道（旧・能登有料道路）として、金沢と能登地方を結ぶ主要幹線道路となっている。

## 概要
金沢市の武蔵交差点を起点に金沢駅西地区を経て、内灘町へ向かう。金沢駅西口の広岡交差点から金沢港交差点までの区間は、県内では珍しい片側3車線（両側6車線）で、横幅が約50mあるため、通称50メートル道路（けやき通り・駅西けやき通り）と呼ばれている。内灘町からはのと里山海道となり、羽咋市までは能登半島の海岸を進む。羽咋市からは能登半島中央部の丘陵地帯を抜け、終点の七尾市徳田大津ICに至る。
内灘町から羽咋市にかけて自転車道が並走しており、これも本路線の一部であったが、2013年3月に指定解除され石川県道326号金沢羽咋自転車道線と独立した県道となった。

### 路線データ
- 起点：石川県金沢市武蔵町300番1地先（武蔵交差点・国道157号（国道305号と重複）起点、国道159号（国道249号および国道304号と重複）終点）
- 終点：石川県七尾市大津町大坂の部1番地先（徳田大津IC・のと里山海道（能越自動車道と重複））

## 歴史
- 1970年（昭和45年）6月1日：石川県が一般県道の「県道290号石川県道金沢羽咋線」として、現在の起点から羽咋市猫の目交差点（現在ののと里山海道柳田ICの取付道路と国道249号との交点）を路線認定。
- 1973年（昭和48年）7月21日：高松IC - 柳田IC（現在の猫の目交差点）開通。
- 1974年（昭和49年）12月5日：粟崎IC - 高松IC開通。
- 当時、金沢市駅西地区の「50メートル道路」は未開通。現在の西念西交差点 - 南新保南交差点（国道8号金沢バイパス交点） - 南新保中交差点 - 港中学校前 - 近岡交差点 - 大浜交差点の経路をとっていた。
- 1975年（昭和50年）3月31日：石川県道233号羽咋田鶴浜線（現・柳田IC - 徳田大津IC）を路線認定。
- 1982年（昭和57年）11月17日：柳田IC - 徳田大津IC開通（これにより能登有料道路が全線開通）。
- 1985年（昭和60年）ごろ：50m道路が国道西念交差点まで開通、同交差点までの区間を路線認定。
- 1993年（平成5年）5月11日 - 建設省（現・国土交通省）から、一般県道金沢羽咋線・一般県道羽咋田鶴浜線が金沢田鶴浜線として主要地方道に指定される[1]。
- 1994年（平成6年）4月1日：「石川県道233号金沢羽咋線」と、これまでの「石川県道233号羽咋田鶴浜線」を「石川県道60号金沢田鶴浜線」として新たに路線認定。「石川県道233号羽咋田鶴浜線」を現在の経路に変更。
- 1995年（平成7年）3月31日「石川県道290号金沢羽咋線」を廃止。
- 1998年（平成10年）4月18日：能越自動車道（一般国道470号）田鶴浜道路開通に伴い、徳田大津JCT開通。
- 2000年（平成12年）12月25日：西山ICのフルIC化。
- 2003年（平成15年）8月8日：県立看護大IC開通。
- 2007年（平成19年）3月25日：能登半島地震。柳田IC以北が通行止となったが、柳田IC - 徳田大津ICは同年3月29日に開通。
- 2013年（平成25年）3月31日：のと里山海道として金沢市粟崎町（大浜北交差点）- 徳田大津IC間が無料化。
- 2020年（令和2年）10月11日：内灘白帆台IC開通[2]。

## 路線状況

### 別名
- まめだ大通り（金沢市）
- 駅西けやき大通り（金沢市）

### 重複区間
- 石川県道13号金沢停車場線（金沢市武蔵町・武蔵交差点 - 金沢市本町2丁目・白銀町交差点）
- 石川県道17号金沢港線（金沢市本町2丁目・白銀町交差点 - 金沢市中橋町・中橋交差点）
- 石川県道8号松任宇ノ気線（金沢市湊4丁目・金沢港交差点 - 金沢市近岡町・近岡交差点）
- 能越自動車道（国道470号）（徳田大津JCT - 徳田大津IC）

### 休憩施設
- 高松SA（道の駅高松）
- 志雄PA
- 西山PA

### かつて有料だった区間
- 金沢市粟崎町（大浜北交差点）- 徳田大津IC（能登有料道路時代）

## 地理

### 通過する自治体
- 金沢市
- 河北郡内灘町
- かほく市
- 羽咋郡宝達志水町
- 羽咋市[3]
- 羽咋郡志賀町
- 七尾市

### 交差する道路
- 国道157号（国道305号重複）・国道159号（国道249号・国道304号重複）（金沢市武蔵町・武蔵交差点、起点）
- 石川県道13号金沢停車場線・石川県道17号金沢港線（金沢市本町2丁目・白銀町交差点）
- 石川県道146号金沢停車場南線・石川県道196号上安原昭和町線（金沢市昭和町・六枚町交差点）
- 石川県道17号金沢港線（金沢市中橋町・中橋交差点）
- 国道8号（金沢市西念・国道西念交差点）
- 金沢外環状道路（海側幹線）（金沢市鞍月・環状鞍月交差点）
- 石川県道8号松任宇ノ気線（金沢市湊4丁目・金沢港交差点）
- 石川県道299号近岡諸江線・石川県道8号松任宇ノ気線（金沢市近岡町・近岡交差点）
以下、のと里山海道の区間
- のと里山海道（河北郡内灘町千鳥台4丁目・千鳥台交差点）【北緯36度38分11.9秒 東経136度37分16.8秒 / 北緯36.636639度 東経136.621333度】
- 石川県道56号七塚宇ノ気線（月浦白尾インターチェンジ連絡道路）（かほく市白尾・白尾IC）
- 石川県道162号高松内灘線・石川県道227号八野高松線（かほく市高松・高松IC）
- 石川県道232号若部千里浜インター線（羽咋市千里浜町・千里浜IC）
- 国道249号・石川県道2号七尾羽咋線（羽咋市柳田町・猫の目交差点）
- 石川県道46号志賀田鶴浜線（羽咋郡志賀町上棚・上棚矢駄IC）
- 石川県道116号末吉七尾線（志賀町西山・西山IC）
- 能越自動車道（国道470号）（志賀町徳田・徳田大津JCT）
- 石川県道1号七尾輪島線（能越自動車道・のと里山海道）・石川県道3号田鶴浜堀松線（七尾市大津町・徳田大津IC、終点）

### 沿線にある施設など
- 近江町市場
- 金沢エムザ
- RESTY
- エフエム石川
- 金澤表参道（横安江町商店街）
- 金沢市立中央小学校芳斎分校
- 金沢市立長田町小学校
- 北陸新幹線・IRいしかわ鉄道線 金沢駅
- 金沢パークビル
- 金沢中央卸売市場
- 金沢市立西小学校
- TSUTAYA金沢店
- ヤマダ電機テックランド金沢本店
- 映寿会みらい病院
- 石川県立中央病院
- 石川県庁舎
- 石川県工業試験場
- 石川県立金沢西高等学校
- 明文堂書店 金沢県庁前本店（金沢ビーンズ）
- 東京インテリア金沢店
- アピタタウン金沢ベイ
- 金沢港
- 金沢市立港中学校
- 湊簡易グラウンド
- 臨海水質管理センター
- 金沢市立粟崎小学校
- 金沢木工団地
- ゴルフ倶楽部金沢リンクス
- コンフォモール内灘
- 石川県立内灘高等学校
- 内灘町立清湖小学校